# Понтинг, Гэри
Гэ́ри По́нтинг (англ. Gary Ponting, род. 17 января 1975 года в Бристоле, Англия) — английский бывший профессиональный снукерист; теперь играет в пул на профессиональном уровне.

## Карьера
Гэри Понтинг много раз достигал финальных стадий различных рейтинговых турниров. В 1994 году он в единственный раз в своей снукерной карьере вышел в 1/16 финала чемпионата мира, но проиграл Вилли Торну со счётом 2:10. Дважды (в 1997 и 1998 годах) он выходил в 1/8 финала чемпионата Великобритании, а лучшими его достижениями в снукере стали два четвертьфинала на British Open (в 1998 и 2000 годах), причём в обоих случаях Понтинг уступал своим соперникам в решающей партии. Наивысшее для себя место в официальном рейтинге Гэри занимал в сезоне 1999/00 — 49-е. Однако, вскоре он прекратил участвовать в мэйн-туре и начал играть на профессиональном уровне в пул («девятка»). В частности, он несколько раз принимал участие в чемпионате мира по этой игре.